# Rubén Palma
Rubén Palma (*Santiago de Chile, 1954.) Escritor danés de origen chileno que reside en Copenhague. Consejero de la Comisión Internacional de la Sociedad Danesa de Escritores

## Obra
En 1985 Comienza a escribir en danés, lengua que adopta como medio de expresión literaria. 
El año 1986 gana de uno de los tres primeros premios del concurso de crónicas del diario danés Politiken, el matutino de mayor circulación en Dinamarca, con el texto alegórico Os og vidunderet (Nosotros y la maravilla). 
Durante 1989 publica su primera novela: Brevet til Danmark (La carta a Dinamarca), en la editorial Hjulet de Copenhague. En 1992 regresa con una segunda obra; el libro para niños Spøgelse på afveje (Fantasmita perdido) 
Al año siguiente, en 1993, publica el volumen de cuentos Møder med Danmark (Encuentros con Dinamarca), y dos años más tarde en 1995, Palma, incursiona en el mundo de la música y escribe el musical Til kødet - Til Hjertet (Para la libídine - Para el corazón), que incluye un total de 28 canciones, realizada para una orquesta de ocho músicos y para un elenco de actores que corerspoinde a 12 roles principales y 26 papeles secundarios. La obra fue producido por Det Hem´lige Teater, en la ciudad de Aalborg, en Dinamarca. 
Al año siguiente, en 1996, publica el libro Den åbne dør (La puerta abierta), donde Palma aborda los temas de la inmigración y del asilo en un país desarrollado. El libro no exento de polémica, se transformará em breve tiempo, en material de estudio en la enseñanza básica, media y en seminarios de pedagogía en Dinamarca. Ese mismo año, hace pública la pieza de teatro Byttehandelen (El trueque), obra que será posteriormente impresa por la editorial Drama de ese país nórdico. 
El volumen de cuentos Fra Lufthavn til lufthavn - og andre indvandrerfortællinger  (De aeropuerto a aeropuerto - y otros relatos emigrantes) saldrá a las librerías escandinavas en el año 2001. Debido a su éxito editorial, esta obra, fue traducida al inglés y publicada por la editorial Curbstone Press de Estados Unidos.
En el 2004, difunde su libro: The trail we leave. (La huella que dejamos); texto que será traducido, inmediatamente al griego, bajo el nombre ΤΟ ΙΧΝΟΣ ΠΟΥ ΑΦΗΝΟΥΜΕ. 
En el año 2005 edita el poemario Landet efter i går (La tierra después de ayer).
El año 2010 estrena la Opera, “Waiting in Nowhere”. Libreto para 6 roles en danés e inglés. Una hora de duración. Producido por el Teatro Real de Dinamarca, con repercusión tanto en la prensa noruega como en el extranjero.
El año 2013 publica la novela  “Jens” (270 páginas) por Editorial Hjulet  con favorable crítica.

## Cartografía Patrimonial Chilena (siglos XVII-XIX).
Una de las pasiones de Rubén Palma ha sido la cartografía patrimonial, es así como su colección personal cuenta con  "Más de 200 grabados originales de paisajes y habitantes locales, anteriores a 1800" , la que en forma autogestionada mantuvo durante años en exhibición en línea, con acceso gratuito, sirviendo de referencia e inspiración para grupos de voluntarios por el patrimonio de Chile.
Esta faceta lo acerca al público chileno, ya que su obra mayoritariamente no ha sido traducida, y su cariño por sus raíces se transforma en gestor de iniciativas similares y deriva en un nuevo sitio que permite el acceso gratuito a su valiosa colección de cartografía patrimonial chilena a través de un nuevo sitio web y una propuesta física de exhibición de parte importante de su colección (actualmente en proyecto).